# وستین ۲۷۰۷۹
سیارک ۲۷۰۷۹ (به انگلیسی: 27079 Vsetin، نامگذاری:1998TO6) بیست و هفت هزار و هفتاد و نهمین سیارک کشف شده‌است که در ۱۵ اکتبر ۱۹۹۸ کشف شد.